# Jeff Rona
Jeff Rona (Culver City, 3 marzo 1957) è un compositore statunitense. Le sue migliori composizioni sono nel documentario Sharkwater e nel film Doppia ipotesi per un delitto.

## Carriera
Nato a Culver City, California, Rona è il primo musicista negli Stati Uniti ad aver composto e creato musica con il computer e i sintetizzatori digitali nei film e nelle registrazioni, prima di usare la tecnologia MIDI. Ha composto musiche per compagnie di danza e gallerie d'arte moderna e contemporanea con sedi in tutto il mondo. 
Lavora inoltre come musicista, arrangiatore e programmatore a Los Angeles e New York. Ha una grande conoscenza dei sintetizzatori e delle tecnologie di punta, è anche brevemente coinvolto nella progettazione di nuovi strumenti elettronici e software musicali, ed è una delle principali figure ad aver reso il MIDI un innovativo fenomeno musicale in tutto il mondo.
Rona compone le sue colonne sonore nell'acclamata serie televisiva Homicide nel 1993 con il regista Barry Levinson, Chicago Hope nel 1994 e Profiler nel 1996 e anche L'Albatross - Oltre la tempesta nel 1996.
Ha collaborato anche con la cantante australiana Lisa Gerrard per la canzone Wisdom of Wind (ove Lisa ha composto il testo), cantata da Tarja Turunen, e da Hila Plitmann, quest'ultima performance raccolta nell'album delle composizioni per la Regata Olimpica del 2008: Songs of the Sea: The Regatta Suite, tutte composte da Rona.